# ۴۵۲ (پیش از میلاد)
۴۵۲ (پیش از میلاد) ۴۵۲مین سال قبل از تقویم میلادی است.